# Ebrauco
Ebrauco (in gallese Efrawc; fl. XI secolo a.C.) è un mitico sovrano britannico ricordato da Goffredo di Monmouth.
Era figlio di re Mempricio, che lo abbandonò insieme alla madre. Dopo la morte del padre, salì sul trono e regnò per 39 anni.
Era conosciuto e ammirato per essere alto e molto forte. Fu il primo a fare guerra ai galli dal tempo di Bruto. Saccheggiò le città e le coste e massacrò la popolazione, arricchendo in questo modo sé stesso e la Britannia. Fondò Kaerebrauc (Eburacum) e Alclud (probabilmente Dumbarton). Ebbe venti mogli, che gli diedero venti figli e trenta figlie. Mandò tutte le sue figlie al cugino Alba Silvio, re di Alba Longa, in Italia, per farle sposare ad altri discendenti dei troiani. Tranne Bruto II Greenshield, tutti i suoi figli maschi, guidati da Assaraco, andarono in Germania, dove fondarono un regno. Bruto II successe al padre come re.
Il regno di Ebrauco è sincronizzato da Goffredo con quelli di Davide in Israele e di Latino Silvio ad Albalonga.